# Aeroportul Bullfrog Basin
Aeroportul Bullfrog Basin (IATA: BFG, FAA LID: U07) este un aeroport din Utah, Statele Unite ale Americii ce deservește zona Glen Canyon National Recreation Area⁠(d).
Situat la o altitudine de 1.270 m, aeroportul dispune de 1 pistă.

## Infrastructură

### Piste
Aeroportul dispune de o singură pistă. Pista 1/19 are suprafața de asfalt și dimensiunile 3.500 picioare × 40 picioare. 